# التحالف الوطني الديمقراطي
التحالف الديمقراطي الوطني هي كتلة سياسية ليبرالية في الكويت. تأسست عام 1992، من أبرز أعضاء الحزب أو من كانوا من أعضاءه محمد الصقر وعلي الراشد ومحمد العبد الجادر، ويقوم عمل التحالف الوطني على مجموعة من الأهداف العامة والمحدودة التي يجمع عليها القطاع الأوسع من أبناء الشعب الكويتي، ومن الأهداف توحيد العمل الديمقراطي في الساحة الكويتية، وحماية المكتسبات الدستورية والدفاع عن الحريات العامة وحماية حقوق الأفراد والمجتمع، ونبذ الفرقة والتمييز ودعم الجهود الإصلاحية.
وهو إطار عمل سياسي شعبي كويتي واسع تنضوي في إطاره التنظيمات السياسية والأفراد والتشكيلات المدنية وجميع المهتمين بالشأن الوطني الديمقراطي على الساحة الكويتية والمؤمنين بأهدافه وأغراضه ووسائله، والعضوية في التحالف الوطني الديمقراطي طوعيه وهذا الشكل للتحالف يستدعي تطوير آلية تنظيمية مرنة وفاعلة تصب فيها آراء الأعضاء والمشاركين في مناخ ديمقراطي، وتسمح بمساحة من الاختلاف والتباين في الآراء والمواقف حول القضايا المختلفة دون المساس بوحدة الأهداف والتعاون والتنسيق لتحقيقها.

## الأهداف
يقوم عمل التحالف الوطني الديمقراطي على مجموعة من الأهداف العامة والمحدودة التي يجمع عليها القطاع الأوسع من أبناء الشعب، وتلتقي عندها آمال الشريحة الواسعة من المجتمع، وسيعمل التحالف الوطني الديمقراطي على توحيد العمل الوطني الديمقراطي في الساحة السياسية وذلك من خلال الأهداف العامة التالية:
- توحيد العمل الوطني الديمقراطي على الساحة الكويتية.
- حماية المكتسبات الدستورية والدفاع عنها وتفعيل أدواتها.
- الدفاع عن الحريات العامة وحماية حقوق الأفراد والمجتمع.
- إشاعة مبادئ الوحدة الوطنية ونبذ الفرقة والتمييز والتصدي للطروحات المغالية.
- دعم الجهود الإصلاحية والبرامج والمشاريع التنموية الرامية لتطوير المجتمع وتقدمه.

## آليات العامل
يسعى التحالف الوطنية الديمقراطي إلى تحقيق أهدافه وأغراضه بالوسائل السلمية والعلنية ومن خلال مجموعة واسعة من الأدوات ووفق المعطيات وأبرزها ما يلي:-
- التعاون والتنسيق بشأن القضايا المختلفة مع نواب مجلس الأمة المؤيدين لأهداف التحالف الوطني الديمقراطي وبرنامجه وتوفير الدعم اللازم لهم.
- القيام بالاتصالات مع المسؤولين والكتل النيابية والهيئات الشعبية والرسمية لكسب التأييد للمواقف وللتأثير السياسي.
- بناء علاقات عمل مع القوى والتشكيلات السياسية والاجتماعية غير المنضوية تحت مظلة التحالف الوطني الديمقراطي.
- التعاون مع هيئات المجتمع المدني ذات الصلة وتكوين علاقات عمل واتصال لتحقيق أهداف التحالف الوطني الديمقراطي في مجالات مختلفة.
- القيام بأنشطة إعلامية وتنويرية وتعبوية عامة حول القضايا التي تخدم أهداف التحالف الوطني الديمقراطي.
- توفير الدعم للقوى السياسية والمدنية الفاعلة في الساحة ذات الصلة بأهداف التحالف الوطني الديمقراطي.
- تشكيل تحالفات واسعة وقوائم انتخابية مشتركة لخوض كافة أشكال الانتخابات مثل الاتحادات وجمعيات النفع العام والأندية والتعاونيات والمجلس البلدي ومجلس الأمة.
- تكوين فرق عمل أو لجان متخصصة ومستقلة في مجالات العمل الوطنية والتي تخدم أهداف التحالف الوطني الديمقراطي بالتعاون والتنسيق مع مؤسسات المجتمع المدني ذات الصلة.
- بناء شبكة من الأعضاء والمؤيدين في مجالات عمل التحالف الوطني الديمقراطي في القطاعات والمناطق المختلفة وحشدهم للأغراض التي قام من أجلها.
- تكوين القدرات الذاتية للتحليل السياسي والنشاط الإعلامي لإسناد أعمال التحالف الوطني الديمقراطي.

## تاريخ المكاتب التنفيذية

### مارس 2006
- الأمين العام: خالد هلال المطيري.[3]
- المكتب التنفيدي: سعود العنزي وعبد الكريم الشمالي وراكان النصف وسندس حمزة عباس ودانة طارق بدر السالم ومحمد غازي العنزي وحامد العيبان وعبد المحسن المدعج وصلاح المضف وأحمد العبيد وخالد الفضالة وفاطمة مسعود حيات وسراج البكر ومحمد العبد الجادر.

### مارس 2008
- الأمين العام: عبدالرحمن فهد العنجري[4]
- المكتب التنفيذي: خالد هلال المطيري، وسعود راشد العنزي، وعبد الكريم الشمالي، وخالد سند الفضالة، وحامد العيبان، وصلاح المضف، ومحمد عبد الجادر، وأحمد محمد العبيد، ونادية الشراح، وراكان يوسف النصف، ودانة طارق السالم، ودانة النصار، وعبد المحسن المدعج، وبشار حسن الصايغ.
- استقال الأمين العام والمكتب التنفيذي بتاريخ 29 يناير 2009 بعد الانتهاء من تقرير لجنة ثلاثية مكونة من الدكتور غانم النجار وجاسم السعدون والدكتور بدر الديحاني لتقييم عمل «التحالف» بعد فشل قوائم التحالف في انتخابات مجلس الأمة.

### مارس 2009
- الأمين العام: خالد سند الفضالة[5]
- المكتب التنفيذي: عبد المحسن المدعج، حامد العيبان، دانة النصار، صلاح المضف، عبد الكريم الشمالي، أنور الشريعان، أنور الجمعة، راكان النصف، علي فيصل العلي، عبد الله العوضي، بشار الصايغ، جاسم القامس، محمد الخميس، عثمان الداوود.

### أكتوبر 2010
- الأمين العام: خالد عبد الرزاق الخالد[6]
- المكتب التنفيذي: عبد المحسن المدعج، حامد العيبان، عادل الفوزان، صلاح المضف، مها البرجس، عبد الكريم الشمالي، عثمان الداوود، أنور جمعة، ألاء العمر، ضياء الخرس، دانة النصار، راكان النصف، بشار الصايغ، دلال بن علي.

### مارس 2013
- الأمين العام: عادل عبد الله الفوزان[7]
- المكتب التنفيذي: حامد محمد العيبان، خالد عبد الرزاق الخالد، خالد هلال المطيري، ضياء صالح الخرس، دانة منصور النصار، بشار حسن الصايغ، خالد فيصل المطوع وعثمان عبد المحسن العثمان.

### مارس 2015
- الأمين العام: بشار حسن الصايغ[8]
- المكتب التنفيدي: عادل الفوزان وحامد العيبان وسعود العنزي وخالد هلال المطيري وخالد المطوع وضياء الخرس ومشاعل العبيد وعلي خاجه

## نواب التحالف في مجلس الأمة
- النائب السابق محمد جاسم الصقر
- النائب السابق علي الراشد (استقال من التحالف الوطني)
- النائب السابق عبدالرحمن العنجري
- النائبة السابقة د. أسيل العوضي
- النائب السابق د. محمد العبدالجادر
- النائب فيصل الشايع
- النائب راكان النصف